# Partidul Național Ucrainean
Partidul Național Ucrainean (în ucraineană Українська Національна Партія) a fost un partid politic de dreapta spre extrema dreaptă din perioada interbelică, care reprezenta interesele ucrainenilor din România Mare (în special ale celor bucovineni). Partidul s-a opus puternic procesului de românizare, fiind un critic acerb al suveranității românești asupra Bucovinei. Cu toate acestea, în anii 1930, liderii mai moderați ai partidului au acceptat suveranitatea românească, în timp ce ultranaționaliștii și iredentiștii s-au aliat cu Organizația Naționaliștilor Ucraineni. 
După instaurarea dictaturii regale, liderul partidului, Vladimir Zalozețchi-Sas, a fost unul dintre reprezentanții minorității ucrainene din Frontul Renașterii Naționale.